# Episodi di Nurses - Nel cuore dell'emergenza (seconda stagione)
La seconda stagione della serie televisiva Nurses - Nel cuore dell'emergenza (Nurses), composta da 10 episodi, è stata trasmessa in prima visione assoluta in Canada su Global dal 21 giugno al 29 agosto 2021.
In Italia la stagione è stata trasmessa su Sky Serie dall'8 agosto al 5 settembre 2022.
| nº | Titolo originale   | Titolo italiano             | Prima TV Canada | Prima TV Italia  |
| -- | ------------------ | --------------------------- | --------------- | ---------------- |
| 1  | A Thousand Battles | Mille battaglie             | 21 giugno 2021  | 8 agosto 2022    |
| 2  | Chaos Magnet       | Caos                        | 28 giugno 2021  | 8 agosto 2022    |
| 3  | Night Moves        | Luna piena                  | 5 luglio 2021   | 15 agosto 2022   |
| 4  | It's Showtime      | È l'ora di esibirsi         | 18 luglio 2021  | 15 agosto 2022   |
| 5  | Code Orange        | Codice arancione            | 25 luglio 2021  | 22 agosto 2022   |
| 6  | Ghosts             | Fantasmi                    | 1º agosto 2021  | 22 agosto 2022   |
| 7  | Prima Facie        | A prima vista               | 8 agosto 2021   | 29 agosto 2022   |
| 8  | Best Day Ever      | I migliori giorni di sempre | 15 agosto 2021  | 29 agosto 2022   |
| 9  | The Wish Factory   | La fabbrica dei desideri    | 22 agosto 2021  | 5 settembre 2022 |
| 10 | Struck             | Colpita                     | 29 agosto 2021  | 5 settembre 2022 |

## Mille battaglie
- Titolo originale: A Thousand Battles
- Diretto da: Kelly Makin
- Scritto da: Patrick Tarr

### Trama
Tutti gli infermieri si preparano a conoscere la nuova amministratrice delegata dell'ospedale, Kate Faulker, che vuole sistemare tutte le cose che non funzionano, sostituendo parte del personale se fosse necessario, poi li informa che in bacheca possono trovare i loro turni.
Keon è di turno in cardiologia dove gli vengono affidati Marie e David, pazienti cardiopatici che necessitano di esercizio fisico di recupero; trova però difficoltà a smuoverli dai loro letti, così cerca di invogliarli con una bugia bianca.
Ashley è assegnata alle cure palliative ma parla con Kate perché vorrebbe passare più tempo in sala operatoria, non potendola accontentare decide di affidargli Lenny Goldman, un paziente che si riverelà ostico e trasferendo Wolf alle cure palliative. In radiologia la dott.ssa Filch informa Lenny che non è stato trovato nulla di anomalo e viene dimesso.
Grace, di turno in pronto soccorso, insieme alla dott.ssa Turcotte si occupano di Shelby, una paziente con ferite d'arma da fuoco all'addome che viene poi portata in sala operatoria. Incontra nuovavamente Matteo e quando sta per trovare una sala per visitsrlo, Kate le assegna un nuovo paziente, Suzanne, costringendola a rimandare nuovamente la visita a Matteo. Suzanne è affetta da cimicosi e le viene chiesto di imbustare i vestiti che indossa e le viene spiegato che uno dei morsi potrebbe essere infetto e che può essere la causa della sua febbre. Matteo poi le rivela di essere un infermiere che ha già lavorato con Kate e che gli è stato chiesto di fingersi un paziente per valutare il pronto soccorso, Grace sentendosi sotto esame si sfoga con Kate che invece è felice del suo operato.
Wolf incontra Red che gli comunica che per uscire deve pagare, rubando un carico di morfina che verrà consegnato all'ospedale. Poi si occupa di Paula, una paziente terminale che ha chiesto di non essere rianimata, valutando la sua situazione decide di informare la figlia di passare in giornata e nel mentre le sta accanto; purtroppo perde la cognizione del tempo e quando la paziente se ne va si reca di corsa al magazzino, ma è in ritardo e il pacchetto che doveva prelevare è già stato scansionato. A fine turno viene chiamato da Kate per sapere come mai il suo consumo di farmaci sia molto elevato rispetto ai suoi colleghi e il motivo di tutti gli straordinari, lui le confida i problemi che ha con le medicine per la leucemia e Kate lo informa che verrà cambiato il piano assicurativo per aiutarlo con il costo dei medicinali.
Nazneen si occupa di Willow Chen, una famosa chef rinvenuta senza sensi al porto che nella caduta ha riportato una ferita al braccio, i suoi problemi sono dovuti al fatto che si è ripresentato un aneurisma cerebrale non operabile.
- Durata: 40 minuti
- Guest star: Tristan D. Lalla (Damien Sanders), Ryan Blakely (Red), Rachael Ancheril (Kate Faulkner), Trish Fagan (dot.ssa Rori Nivan), Jordan Connor (Matteo Rey), Katie Uhlmann (Candy Kemper), Humberly González (dot.ssa Ivy Turcotte), Paloma Nuñez (Daisy Ruiz), Chris Anton (Lee), Daniel Kash (Lenny Goldman), Rachel Wilson (Shelby Forson), Jean Yoon (Willow Chen), Bree Wasylenko (Suzanne Rayne), Isaiah Peck (Jackson Vogler), Margaret Lamarre (Paula Lincoln), Dalien World (addetto alle spedizioni), Nicholas Li (figlio di Willow), Wilex Ly (figlio di Willow), Jason Burke (Carl), Kathy Maloney (dot.ssa Filch), Darrin Baker (David Heinrich), Sadie LeBlanc (Marie Welling)

## Caos
- Titolo originale: Chaos Magnet
- Diretto da: Thom Best
- Scritto da: Adam Pettle

### Trama
Grace e Ashley sono assegnata in pronto soccorso dove si presenta un agitato Jesse che teme che la figlia abbia qualcosa, Grace visita la bambina e visti i sintomi chiama il dott. Goldwyn che la invita a portarla in terapia neonatale, il padre sembra opporsi e Kate è costretta ad intervenire. Poi si presenta Caro con quattro ragazze alticce di cui una in un carrello della spesa perché non avevano l'attrezzatura per liberarla, Ashley si fa dare una mano da Wolf e Damien che fa uscire le tre di troppo poi riescono a liberare Rachel che viene portata in radiologia. Nel frattempo Grace intuisce che potrebbe avere il diabete così misura la glicemia risultando un valore molto alto e interviene con dell'insulina riportando i valori vitali nella norma, poi si chiede perché Jesse non glielo aveva detto e perché la cartella clinica della bambina non sia ancora arrivata. Rachel non ha nulla di rotto ma il suo braccio si è gonfiato, Ashley cerca un dottore ma sono tutti occupati così e ferma Ranfield che non vuole intervenire non essendo la sua area di competenza, Ashley mette al primo posto la salute della paziente e costringe il dottore ad intervenire prima che lo faccia lei, Ranfield riduce la pressione nel braccio ma quando vede il sangue sviene; Kate voule sapere cosa è successo ma Ashley copre Ranfield addossandosi la colpa. Grace chiede spiegazioni a Jesse ma nel mentre riceve un'allerta di rapimento, poi lui le racconta la verità e la prende in ostaggio; Grace manda un messaggio ad Ashley per farsi portare dell'insulina, la quantità però è esagerata e quando ne parla con Nazneen scopre che è il codice di emergenza dell'ospedale. Quando arriva la polizia però Grace e Jesse non sono più in stanza e scattano le ricerche, poi arriva in ospedale la madre della bambina e Nazneen le lascia usare l'interfono per comunicare con Jesse e convincerlo a ridarle la bambina.
Keon e Matteo sono di turno in terapia intensiva, qui viene assegnato Brad a Keon, il paziente ha avuto un incidente in cui si è fratturato la schiena perdendo la sensibilità delle gambe. In stanza si presenta il dott. Gunnar che ha eseguito l'intervento ed esegue un primo test per verificare i riflessi senza ottenere risultati; in un secondo test il paziente riesce a percepire il freddo, risultato incoraggiante.
- Durata: 41 minuti
- Guest star: Tristan D. Lalla (Damien Sanders), Ryan Blakely (Red), Alexandra Ordolis (Caro), Rachael Ancheril (Kate Faulkner), Jordan Connor (Matteo Rey), Katie Uhlmann (Candy Kemper), Matt Gordon (dott. Mike Goldwyn), Dylan Everett (Brad), Percy Hynes White (Jesse), Rebecca Dalton (Rachel), Jeremy Walmsley (dott. Eric Ranfield), Anders Yates (dott. Nils Gunnar)

## Luna piena
- Titolo originale: Night Moves
- Diretto da: Winnifred Jong
- Scritto da: Ley Lukins

### Trama
Keon e Nazneen sono di turno in pronto soccorso dove viene portata Angel Najarro dopo aver tentato il suicidio, insieme a loro accorre anche il dott. Goldwyn. Una volta stabilizzata Keon e Nazneen requisiscono tutti gli oggetti che ha nella borsa con i quali potrebbe tentarci nuovamente, secondo la dot.ssa Nivan la paziente soffre della sindrome di Cotard; i due le prelevano del sangue per le analisi. Venuti a sapere della patologia di cui soffre la convincono a sottoporsi a degli esami da loro.
Ad Ashley viene affidato Gerald Tuppins che ha un ascesso che non guarisce ed è convinto di esserselo procurato con un incantesimo; dopo che la tac ha rilevato un corpo estraneo che non permette all'ascesso di guarire, Ashley deve prepararlo per l'operazione ma Gerald si oppone a causa dell'incantesimo; l'unico modo per fargliela accettare è quello di rompere l'incantesimo ma può essere fatto solo con l'aiuto di Candy. Una volta sciolto l'incantesimo Gerald si sottopone all'intervento.
Wolfe invece viene attirato in una stanza da Red dove si Markie gli dà un altro compito da fare con Red: rubare dei farmaci dal magazzino durante il turno di notte. Per farlo devono prima impossessarsi del tesserino di un dottore per poter aprire la porta. Wolfe riesce a rubare quello di Goldwyn e a prendere i medicinali che gli erano stati chiesti ma, quando torna nella stanza dove aveva incontrato Markie non lo trova, decide di cercarlo all'esterno ma quando vede la polizia si agita facendo cadere i medicinali e viene visto da Damien; per proteggerlo gli consiglia di mentire e di ammettere di avere un problema con le droghe quando incontrerà la Faulkner.
Grace decide di accettare l'invito di Matteo di passare la serata con lui, al bar però si presenta un bambino, Misha, che cercava l'ospedale perché preoccupato per suo nonno, Grace vuole chiamare l'ambulanza ma Misha le dice che suo nonno non vuole, così lei e Matteo decidono di seguirlo da suo nonno; lì riescono a convincerlo ad andare in ospedale. Grace fa intervenire il dott. Goldwyn spiegandogli cosa teme che il paziente abbia, se confermato Abram avrà bisogno di un trapianto di reni.
- Durata: 41 minuti
- Guest star: Tristan D. Lalla (Damien Sanders), Ryan Blakely (Red), Rachael Ancheril (Kate Faulkner), Trish Fagan (dot.ssa Rori Nivan), Jordan Connor (Matteo Rey), Katie Uhlmann (Candy Kemper), Matt Gordon (dott. Mike Goldwyn), Paloma Nuñez (Daisy Ruiz), Alan C. Peterson (Abram Ivanov), Adam Kenneth Wilson (Markie), Virgilia Griffith (Angel Najarro), Yasmin Lau (ragazza al bar), Julia Dyan (paramedico), Gage Graham-Arbuthnot (Misha Ivanov), Sean Dolan (Gerald Tuppins)

## È l'ora di esibirsi
- Titolo originale: It's Showtime
- Diretto da: Kelly Makin
- Scritto da: Anusree Roy

### Trama
Ashley è su di giri perché assisterà il dott. Shure in un intervento delicato, aiutare una ragazza affetta da linfangioma; dopo aver conosciuto lo staf dell'intervento Ashley nota un tremolio alla mano del dottore e preoccupata lo dice a Grace che decide di verificarlo ma non trova nulla. Il tremolio però si ripresenta mentre Shure visita Maya e quando esce Ashley glielo fa notare, poi Kate la informa che non parteciperà all'intervento e quando prova a spiegare quello che ha visto non viene creduta, inoltre Grace prenderà il suo posto in sala operatoria. Durante la fase preoperatoria Grace nota il tremolio che le aveva detto Ashley così decide di tenerlo osservato durante l'intervento, quando gli sfugge un attrezzo di mano fa una pausa e chiede a Grace di procurare dell'apomorfina in modo da attenuare il tremore causato dal Parkinson, Grace prova a convincerlo a lasciare concludere l'intervento a qualcun altro, inizialmente contrario poi accetta il consiglio.
Nazneen si vede rifiutare turni extra perché è distratta e le viene affidato come paziente un clown; lei lo informa che il dott. Goldwyn sospetta che abbia una commozione cerebrale, fa un controllo e lo porta a fare una TAC che conferma la diagnosi. Informa Doug che le chiede di sostituirlo per uno spettacolo che aveva promesso a Jenny.
Wolfe si prepara per iniziare la riabilitazione, con lui ci sarà anche Red che ci è già stato prima. Alla riunione incontra anche Ivy che si confida con lui.
Keon si occupa di Sheila, gli esami mostrano che ha una polmonite. Lui contatta il numero del figlio di Sheila per informarlo ma risponde un'altra persona, effettua delle ricerche e scopre che è stato un eroe di guerra ma la madre non si ricorda; inoltre deve sbrigarsi o si perderà la consegna del diploma di sua sorella Latesha.
- Durata: 42 minuti
- Guest star: Tristan D. Lalla (Damien Sanders), Ryan Blakely (Red), Rachael Ancheril (Kate Faulkner), Jordan Connor (Matteo Rey), Humberly González (dot.ssa Ivy Turcotte), Randal Edwards (Doug Ready), Karen Robinson (Sheila Aron), Peter Keleghan (dott. Shure), Samantha Cole (Latesha Colby), Sonia Dhillon Tully (Padma Das), Saara Chaudry (Maya Das), Aniya Hodge (Jenny)

## Codice arancione
- Titolo originale: Code Orange
- Diretto da: Winnifred Jong
- Scritto da: Julie Puckrin

### Trama
Durante un concerto crolla un'impalcatura ferendo molti dei presenti, all'ospedale scatta il codice arancione e tutti, infermieri e non, si preparano in pronto soccorso per ricevere i feriti. Mentre in ospedale iniziano a prendersi cura dei primi arrivati al luogo del concerto Ashley e Joel si occupano di Stella che è rimasta incastrata sotto l'impalcatura, messa sulla barella Ashley crolla per una ferita alla schiena; portate entrambe in pronto soccorso, Wolf si occupa di Stella mentre Grace prende in carico Ashley ed inizia ad assistere Golwyn mentre cerca di stabilizzarla. Stella viene operata e portata in terapia intensiva, Ashley sta meglio e viene portata a fare delle lastre e Candy nota una massa su un polmone; questo permette a Grace di riavvicinarsi a lei.
- Durata: 41 minuti
- Guest star: Tristan D. Lalla (Damien Sanders), Rachael Ancheril (Kate Faulkner), Trish Fagan (dot.ssa Rori Nivan), Jordan Connor (Matteo Rey), Katie Uhlmann (Candy Kemper), Humberly González (dot.ssa Ivy Turcotte), Matt Gordon (dott. Mike Goldwyn), Randal Edwards (Doug Ready), Paloma Nuñez (Daisy Ruiz), Brielle Robillard (Stella Hartford), Kevin Bundy (Gib), Cliff Saunders (Jurgen Faber), Feaven Abera (Brooklyn Barnett), McKenzie Small (Tia), Asha Vijayasingham (dott.ssa Sandy Sharif), Darryl Hinds (Joel), Sara Farb (Jonie), Gage Munroe (Maddox), Alicia Dea (Dale), Danielle Ayow (dott.ssa Dahlia Lim), Siam Yu (Kai Donaldson)

## Fantasmi
- Titolo originale: Ghosts
- Diretto da: Jordan Canning
- Scritto da: Seneca Aaron

### Trama
Grace, dopo essersi assicurata delle condizioni di Ashley, si occupa di Blair e poi incontra Jess, sua sorella, che è in ospedale per parlare con i legali per un richiamo ma non le rivela di chi si tratta; poi viene vista da Grace e Damien a consegnare a Matteo un avviso di comparizione e un avviso di intenti. La Faulkner chiama i legali dell'ospedale per sentire di cosa è accusato e per aiutarlo; poi si scopre che il paziente ha fatto causa ad altri ospedali con nomi diversi. Grace ne parla a Jess che in un primo momento non la ascolta, poi quando vede lei e Matteo al lavoro decide di informarsi dandole ragione e mollando il caso.
Nazneen è alle prese con Antonio che è in ospedale perché ha preso delle droghe, Nazneen sa che è in overdose e decide di controllarlo soprattutto quando scopre che ha con sé diversi farmaci, poi li consegna a Ivy che coglie l'occasione di usarli lei; fortunatamente Wolf la trova in tempo per salvarla. Nazneen esegue vari controlli su Antonio quando scopre che sta per avere un infarto, Goldwyn conferma quello che teme e la invita a portare il paziente in cardiologia.
Keon si sta occupando degli esercizi di recupero di Brad quando in palestra incontra Drew, la persona costretta sulla sedia a rotelle dopo uno scontro con lui in una partita di football, ma non riesce a parlarci. Solo più tardi trova le forze per confrontarsi con Drew.
- Durata: 42 minuti
- Guest star: Tristan D. Lalla (Damien Sanders), Rachael Ancheril (Kate Faulkner), Trish Fagan (dot.ssa Rori Nivan), Jordan Connor (Matteo Rey), Katie Uhlmann (Candy Kemper), Humberly González (dot.ssa Ivy Turcotte), Matt Gordon (dott. Mike Goldwyn), Dylan Everett (Brad), Rodrigo Fernandez-Stoll (Antonio), Michael Therriault (Blair Calderwood), Sarah Swire (Jess Knight), Helen Taylor (Helen), Brock Morgan (Drew Reddick), Aldrin Bundoc (Luke), Blessing Adedijo (Shona), Antoine Yared (Tobias Lowe)

## A prima vista
- Titolo originale: Prima Facie
- Diretto da: Chell Stevens
- Scritto da: Eilis Kirwan

### Trama
In ospedale si festeggia la settimana dell'infermiere e la Faulkner ha predisposto lettini massaggianti, un museo delle divise infermieristiche storiche e ha contattano Val Pham, una influencer che accompagnerà per un giorno Grace scattando fotografie e girando video da pubblicate sul canale social dell'ospedale. Poi viene affiancata da Matteo con il quale inizia a prendersi cura di Peter che ha mancato diversi appuntamenti per la dialisi perché è contrario a farla; le analisi non sono buone e viene evidenziato la necessità che effettui una dialisi. Grace e Matteo rintracciano l'infermiere che lo seguiva a domicilio e lui riesce a fargli cambiare idea sulle cure.
Ashley è di turno in ostetricia quando si presenta Louisa che crede stia per partorire, chiede a Candy di fare una ecografia e si scopre che i dolori che prova la paziente sono di Braxton Hicks e perché il bambino è ipodalico; la paziente però vuole evitare il cesareo a tutti i costi così Mo cerca una soluzione che non piace a Vanessa. La procedura di ruotare il bambino sembra essere andata a buon fine ma più tardi il bambino è in sofferenza e sono costretti a chiamare Vanessa e optare per un cesareo d'emergenza.
Wolf prende in carico Charlie che viene portato in ospedale con febbre e sintomi da malnutrizione che vive per strada, poi Wolf nota una ferita infetta su una gamba. Sistemata la ferita Nivan lo informa di non aver potuto fare una visita perché non parla e Eric chiede di portarlo in radiologia per un esame, poi Wolf scopre la sua identità e che una donna lo sta cercando; era la sua insegnante di pianoforte e vuole adottarlo.
A Keon viene affidato Ethan che ha una frattura all'omero e gli viene chiesto di portarlo in ortopedia, Nazneen accanto si occupa di Heidi, i due si sono fatti male durante una ristrutturazione; durante la radiografia si scopre che Heidi ha un aneurisma.
- Durata: 42 minuti
- Guest star: Tristan D. Lalla (Damien Sanders), Alexandra Ordolis (Caro), Rachael Ancheril (Kate Faulkner), Trish Fagan (dot.ssa Rori Nivan), Nicola Correia-Damude (dott.ssa Vanessa Banks), Jordan Connor (Matteo Rey), Katie Uhlmann (Candy Kemper), Matt Gordon (dott. Mike Goldwyn), Randal Edwards (Doug Ready), Paulino Nunes (dott. Eric Reyes), Romina D'Ugo (Louisa Torino), Gita Miller (dott.ssa Mo Hanley), Mike Dara (Arthur), Christine L. Nguyen (Val Pham), Indy Saluja (radiologo), Leonidas Castrounis (Charlie Morris), Patrice Goodman (Susan Ashe), Maev Beaty (Heidi), Letitia Brookes (dott.ssa Toni Levinson), Roy Lewis (Peter Lewis), Clem McIntosh (Ethan Olsen)

## I migliori giorni di sempre
- Titolo originale: Best Day Ever
- Diretto da: John Fawcett
- Scritto da: Hayden Simpson e Laura Good

### Trama
Ivy è tornata in ospedale e prende in carico Noah che si è fatto male in una partita di hockey, con lei lavora Wolf; le lastre non mostrato traumi e Ivy chiede a Wolf di dimetterlo.
Grace e Nazneen sono di turno al reparto ustioni dove viene portato Dillon che ha ustioni molto estese e anche da inalazione, questo non le consente di sedarlo per applicare inalatori; poco dopo si presenta Freddy, il fratello, con una ustione al braccio. Grace si occupa di Freddy e poi con Nazneen trova un modo per cambiare le bende a Dillon.
Ashley si occupa di Morgan, una paziente con dolori alla schiena e alla zona lombare, con lei è di turno Eric che crede siano calcoli e le ordina di darle un antidolorifico anche se lei vorrebbe fare delle radiografie; quando Morgan spiega che i dolori sono diversi Ashley parla con Eric chiedendo il permesso di fare delle radiografie per accertarsi che siano realmente calcoli, lui lo acconsente. La radiografia però non trova niente e porta i due ad avere una discussione; l'esito è che Ashley riceve un primo richiamo dalla Faulkner che le ricorda che al secondo scatta il licenziamento. I due sono ai ferri corti quando Ashley scopre che la paziente ha anche la febbre e Eric le ordina di aumentare il dosaggio di antidolorifici, lei non ascolta e chiede un consulto a Goldwyn; Candy esegue in ecografia per controllare che non si tratti di appendicite e si scopre che ha una tuba contorta e che deve essere operata immediatamente.
Keon medica Avi, un bambino che si è ferito cadendo in una gabbia di pinguini.
- Durata: 41 minuti
- Guest star: Alexandra Ordolis (Caro), Rachael Ancheril (Kate Faulkner), Trish Fagan (dot.ssa Rori Nivan), Katie Uhlmann (Candy Kemper), Humberly González (dot.ssa Ivy Turcotte), Matt Gordon (dott. Mike Goldwyn), Kim Nelson (dott.ssa Leah Carver), Leishe Meyboom (Rachel), Dana Jeffrey (Claire), Ali Momen (Raja Khanna), Ryan Rosery (Freddy James), Krystal Meadows (signora Harper), Jeremy Walmsley (dott. Eric Ranfield), Emeka Agada (Dillon James), Brendan Rush (Noah Cannicino), Diana Donnelly (Morgan), Logan Nicholson (Avi Khanna)

## La fabbrica dei desideri
- Titolo originale: The Wish Factory
- Diretto da: Cory Bowles
- Scritto da: Patrick Tarr

### Trama
La pandemia da Covid si sta diffondendo e Damien, preoccupato, chiede aggiornamenti a Kate che lo informa che la situazione è grave e che avrà bisogno di un ottimo capo infermiere e lo insigna al momento.
Wolf è di turno in ortopedia e si occupa di Janet Ish che ha un braccio ingessato a causa di una frattura che vorrebbe sia più leggero, lì conosce Dex Anthony ha una visita con il dott. Dixon; durante la visita gli viene spiegato che il ginocchio deve essere operato ma lui è contrario. Gli viene quindi dato un tutore e aumentato il dosaggio di antidolorifici.
La Faulkner incarica Grace di seguire Theresa, una paziente che ha avuto un cancro al seno che si è diffuso in altre parti del corpo rendendola terminale, che a causa del dolore ha deciso di procedere con la morte assistita; essendo il suo ultimo giorno ha scritto una lista di cose che vorrebbe fare e la consegna a Grace per aiutarla, tra le richieste c'è anche quella di riunire la famiglia per un ultimo saluto. La sorella però è contraria alla procedura e discute con la madre e il padre della scelta di Theresa che ora è dubbiosa. Theresa da il via alla pratica e chiede che i suoi familiari siano con lei e le restano accanto sino alla fine.
Keon prende in carico Diego che si prepara ad una nuova operazione dopo che ha perso 68 kg con l'operazione precedente; lui però nasconde di non sentirsi bene e quando la situazione peggiora la dott.ssa Carver è costretta a procedere con un intervento d'urgenza. Questa emergenza non le ha permesso di eseguire l'intervento originario che deve essere rimandato.
Al pronto soccorso viene portata Anne che è stata soccorsa dopo essere svenuta, di lei si occupa Nazneen e gli vieno chiesto di fare velocemente perché potrebbe perdere la casa. Ivy si occupa degli esami che evidenziano che Anne è malnutrita, informa sia lei che Nazneen poi Anne confessa la situazione difficile che sta passando. Più tardi incontra la madre di Mara e le due si riconoscono, erano state amiche durante gli anni scolastici, e la invita ad andare ad abitare nel loro seminterrato dove hanno un appartamento modesto.
Ashley si occupa di Mara preparandola per un intervento che verrà eseguito dalla dott.ssa Carver ma è preoccupata perché il padre non è arrivato, la madre non vuole dirle che è stato arrestato. Quando arriva, Mara si sottopone all'operazione.
- Durata: 42 minuti
- Guest star: Tristan D. Lalla (Damien Sanders), Ryan Blakely (Red), Rachael Ancheril (Kate Faulkner), Trish Fagan (dot.ssa Rori Nivan), Jordan Connor (Matteo Rey), Katie Uhlmann (Candy Kemper), Humberly González (dot.ssa Ivy Turcotte), Chris Anton (Lee), Kim Nelson (dot.ssa Leah Carver), Martin Roach (Dex Anthony), Patty Jamieson (Janet Ish), Linda Carter (madre di Theresa), Tiana Leonty, Chala Hunter (dot.ssa Betty Kirwan), Laura Condlin (Corinne Prowse), Tyson Coady (fidanzato di Diego), Robert Reid (padre di Theresa), Jinny Wong (donna che prega), Isaak Bailey (Harry Charleston), Khadijah Roberts-Abdullah (Melinda Parsons), Karen Glave (Theresa), Vince Carlin (paziente con padella), Hannah Levinson (Mara), David Tompa (Andrew McLennan), Joshua Peace (dott. Wayne Dixon), Michelle Monteith (Anne Charleston), Salvatore Antonio (Diego)

## Colpita
- Titolo originale: Struck
- Diretto da: John Fawcett
- Scritto da: Adam Pettle

### Trama
Nazneen è di turno in oncologia, qui si occupa di Mitch eseguendo esami del sangue prima di fare una chemioterapia; lui però è contento perché crede di essere guarito, prima non sentiva più fragranze mentre ora li sente di nuovo e ne da prova a Nazneen che informa Goldwyn, lei vorrebbe fare una risonanza ma senza prove sxientifiche, visto la posologia del paziente, non si può fare. Nazneen informa Mitch che inscena una caduta e dicen di aver battuto la testa, Ivy lo manda a fare una risonanza la quale rivela che il tumore è scomparso.
In pronto soccorso viene portata Rhonda che è stata trovata senza sensi, di lei si occupa Ivy e Grace, quando riprende conoscenza ha un dolore alla schiena, Grace controlla e trova un rossore diffuso che forma una figura di Lichtenberg ed inizia ad eseguire diversi esami, nel mentre è costretta ad allontanare molti colleghi che vogliono vedere il segno lasciato dal fulmine.
Keon prende in carico Shanice, una ragazza incinta che ha avuto un malore ad un matrimonio, quando le prova la pressione nota valori molto alti, la paziente sviene e chiama la dott.ssa Banks che capisce si tratta della sindrome HELLP e spiega che potrebbe essere necessario far nascere il bambino anzitempo. Purtroppo Keon è costretto ad indurre le doglie mentre la madre della paziente, Yvette, che ha una brutta tosse da tutto il giorno e quando sviene in caffetteria viene portata in rianimazione; è positiva al coronavirus. Ivy informa immediatamente Keon e Ashley che devono isolarsi e fare un tampone per proteggere tutti.
Dopo tre settimane da Yvette, l'ospedale, tutti gli infermieri e i medici sono alle prese con la pandemia di COVID-19.
- Durata: 41 minuti
- Guest star: Tristan D. Lalla (Damien Sanders), Alexandra Ordolis (Caro), Rachael Ancheril (Kate Faulkner), Trish Fagan (dott.ssa Rori Nivan), Nicola Correia-Damude (dott.ssa Vanessa Banks), Jordan Connor (Matteo Rey), Katie Uhlmann (Candy Kemper), Humberly González (dott.ssa. Ivy Turcotte), Matt Gordon (dott. Mike Goldwyn), Mouna Traoré (Shanice Brixton), Tara Nicodemo (Rhonda Blume), Kimberly Huie (Yvette Brixton), Anton Gillis-Adelman (Mitch Biggs), Caeden Lawrence (padre della ragazza), Matthew Finlan, Rachel Cairns (Dawn), Sahara Sterling (ragazza), Farah Nasser (giornalista)